# Clube dos homens gordos
Os clubes dos homens gordos eram um tipo de clube social que atingiu o seu auge de popularidade entre o final do século XIX e o início do século XX, principalmente nos Estados Unidos. Os membros eram normalmente limitados a homens com peso superior a 91 kg (200 lb) e, de um modo geral, eram também bastante ricos. Os clubes de homens gordos entraram em declínio no século XX, à medida que a obesidade masculina passou a ser vista como uma caraterística essencialmente negativa.

## Descrição
Os clubes de homens gordos exigiam normalmente que os potenciais membros pesassem mais de 90 kg, para além de exigirem uma pequena taxa de adesão. Os membros dos clubes eram tipicamente ricos, e os clubes organizavam frequentemente calendários sociais preenchidos para os seus membros, que incluíam bailes, eventos desportivos e banquetes, que muitas vezes funcionavam também como eventos de networking.
Os eventos dos clubes de homens gordos começavam frequentemente com uma pesagem pública dos membros, com prêmios para os homens mais pesados. A competição nestas pesagens públicas era suficientemente acesa para inspirar a prática generalizada de batota, com os participantes carregando os bolsos com pesos para parecerem mais pesados. Muitos clubes organizavam concursos de comida antes da pesagem oficial.

## História

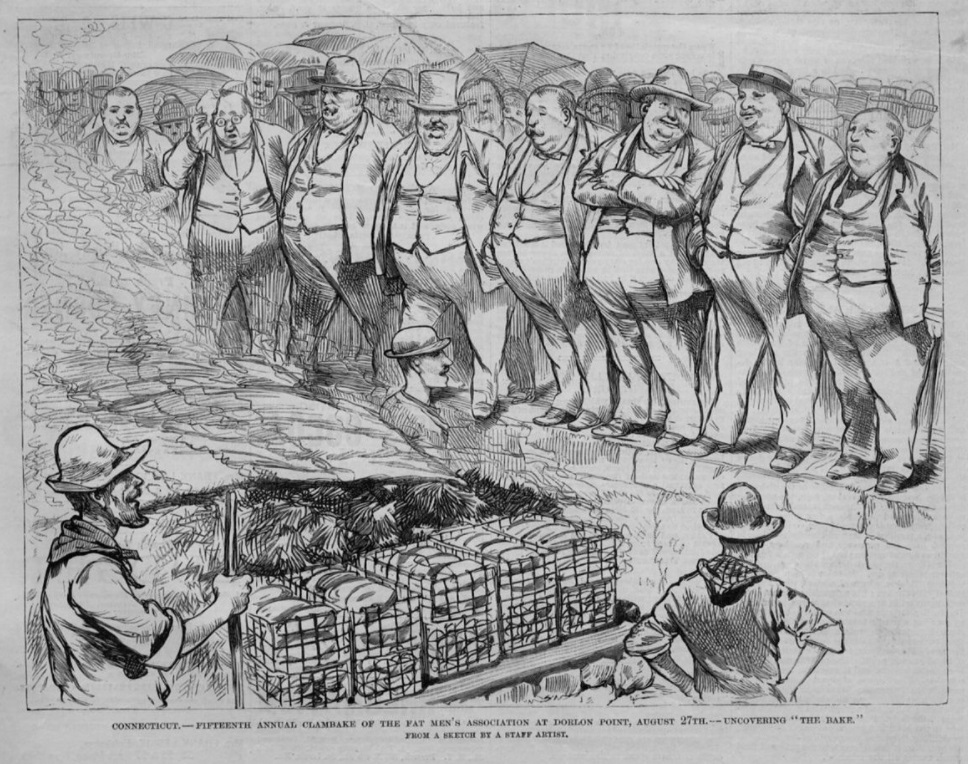
Gravura de uma edição de agosto de 1884 do Frank Leslie Illustrated Newspaper que mostra uma reunião da Associação de Homens Gordos em Connecticut

Os clubes dos homens gordos eram mais proeminentes durante uma época em que as atitudes da sociedade em relação à obesidade masculina eram largamente positivas: o excesso de peso era visto como um sinal de sucesso econômico e também se pensava que correspondia a bondade e bom humor. O primeiro clube de homens gordos foi fundado na cidade de Nova Iorque em 1869.
Também existiam alguns clubes de mulheres gordas, mas eram muito menos comuns, uma vez que a gordura era vista como menos desejável nas mulheres. Os clubes de mulheres gordas ao estilo dos clubes de homens gordos eram ultrapassados pelos clubes de perda de peso das mulheres, mesmo no auge da moda.
Os clubes de homens gordos eram populares em todos os Estados Unidos, e eram particularmente comuns no estado do Texas. Os clubes de homens gordos também foram criados na França, na Sérvia e no Reino Unido.
No início do século XX, a popularidade dos clubes de homens gordos diminuiu à medida que a obesidade foi sendo cada vez mais associada a problemas de saúde, e os próprios clubes de homens gordos foram sendo desprezados à medida que os jornais deixavam de celebrar os seus banquetes e passavam a condená-los como consumo conspícuo grotesco. O New England Fat Men's Club, que chegou a ter 10.000 membros, dissolveu-se em 1924 com apenas 38 membros, nenhum dos quais cumpria o pré-requisito de 200 lb. para ser membro. O advento da balança de banheiro também contribuiu para o declínio dos clubes de homens gordos, uma vez que a medição do peso deixou de ser um espetáculo público para passar a ser um exercício realizado na privacidade de casa.